# 阿拉木特河
阿拉木特河，位于中华人民共和国新疆维吾尔自治区克孜勒苏柯尔克孜自治州阿克陶县西部地区的一条河流，是盖孜河主源木吉河右岸支流，发源于萨雷阔勒岭北麓，上游由加郎吉勒嘎沟、萨热别列斯沟和玉依布扎尔沟三条支流汇集而成，先自东南向西北流约14千米转北流，约21千米后转西北流，最后于木吉乡政府驻地东北约4千米处于喀拉足克沟和开牙克巴什河汇合，形成木吉河。河长56千米，流域面积702平方千米，年均径流量约0.263亿立方米。